# Fontaine de dévotion Notre-Dame-du-Roncier
La fontaine de dévotion est située à Rostrenen en France.

## Localisation
La fontaine est située sur le territoire de la commune de Rostrenen, au lieu-dit Le Bourg, dans le département  des Côtes-d'Armor, dans la région Bretagne.

## Description
Fontaine de style Renaissance plus basse que le niveau du sol. Deux colonnes avec entablement sous fronton indique le creux d'eau bordé par deux pierres. Un buste féminin et une inscription occupent l'espace entre les colonnes. Une rigole fait couler le trop plein au centre de la petite place carrée à deux pans coupés. Deux escaliers à six marches y accèdent. Leur première marche se compose d'une pierre étroite posée debout dans toute sa largeur afin d'interdire le passage aux animaux.

## Historique
La fontaine est classée au titre des monuments historiques par arrêté du 15 mars 1909,.

## Galerie

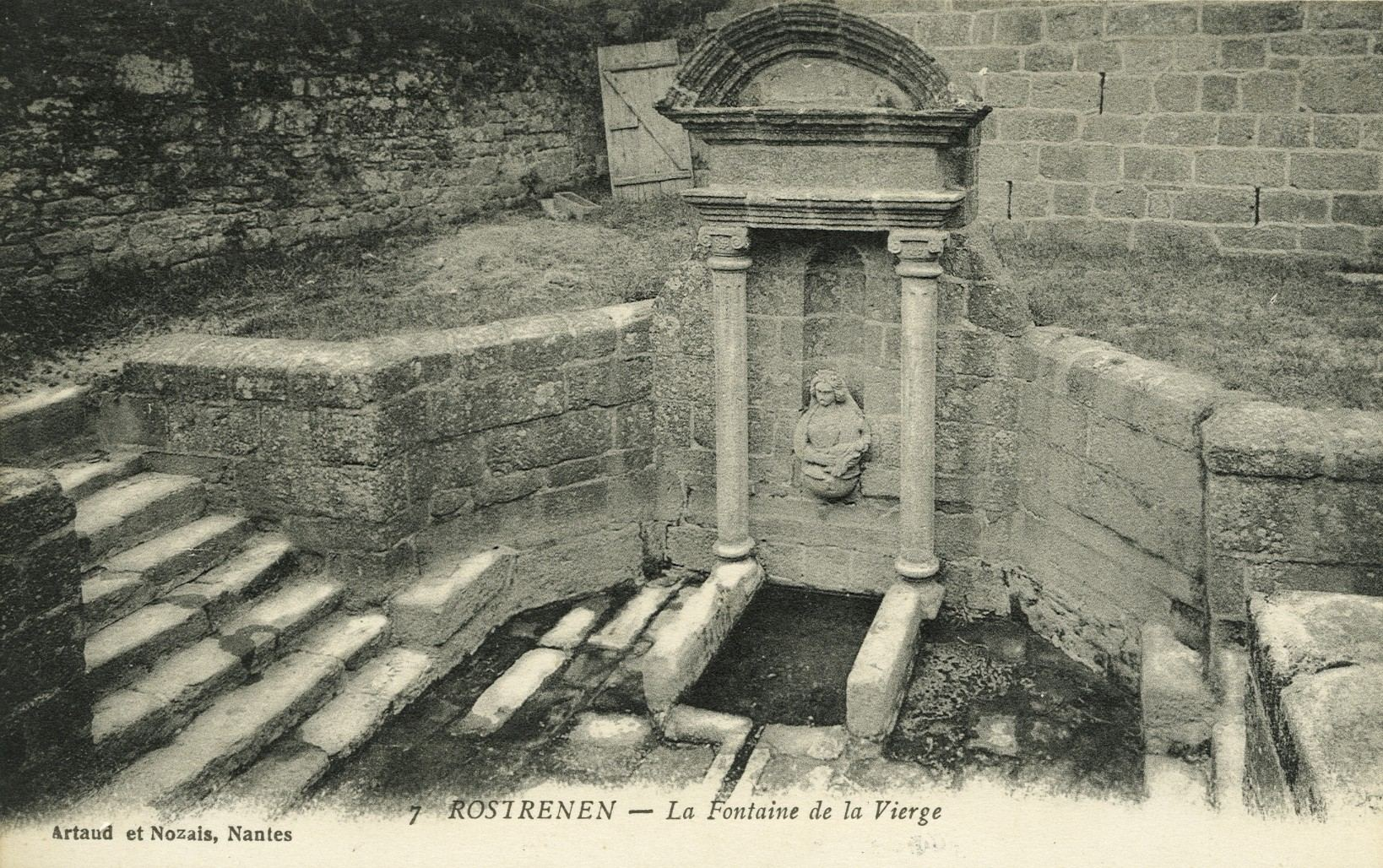